# Sorority Boys
Sorority Boys è un film del 2002 diretto da Wallace Wolodarsky.

## Trama
Adam, Dave e Doofer sono tre amici
membri della confraternita Kappa Omicron Kappa abbreviata in KOK. Questa confraternita è famosa per il suo atteggiamento sessista, per i pesanti party e per gli importuni contro la sorority Delta Omicron Gamma nota come DOG, il cui acronimo è usato come dispregiativo dai KOK ("dog" in inglese significa "cane"). le studentesse di questa comunità protestano contro le azioni della KOK e mandano spie a fotografare le loro attività: se questi le scoprono allora chiamano gli "accalappiacani" per cacciarle via e scagliano verso il loro dormitorio grossi vibratori.
Un giorno, il presidente Spence indice una riunione, dove accusa Adam, Dave e Doofer, di aver rubato i soldi che servivano per la crociera KOK (evento importante nella tradizione della confraternita): in quanto custodi del tesoro non temono l'accusa, ma quando i tre scoprono che la cassaforte è effettivamente vuota, questi vengono cacciati dalla KOK.
I tre capiscono che il vero ladro è Spence, essendo l'unico ad avere la chiave di riserva, sia perché egli si lamentava della loro mancanza di rispetto verso le tradizioni della confraternita sia perché lo trattavano da zimbello, ma non sanno come provarlo così Dave decide di chiedere i soldi a suo padre. Questi (prima di sapere i guai del figlio) riferisce a Dave che ha organizzato un incontro di lavoro tra lui ed un importante uomo d'affari John Kloss, membro onorario della KOK. Dave, per ottenere il posto, è quindi obbligato a provare l'innocenza sua e dei suoi amici.
Doofer ricorda un fatto importante: aveva scoperto che Adam filmava le sue nottate a letto con le ragazze dei vari party e visto che la cassaforte è a fianco del suo letto, l'ultimo filmato avrà registrato il vero ladro. I tre quindi, devono intrufolarsi nella confraternita e trovare il filmato, ma al prossimo party dei KOK sono ammesse solo ragazze: Doofer pianifica quindi di travestirsi da donne, presentandosi come Daisy (Dave), Adina (Adam) e Roberta (Doofer). Nessuno riconosce i tre, ma la loro stanza è ora occupata dal fratello minore di Adam, Jimmy, che si infatua del suo alter ego. I KOK scambiano gli ex membri per delle DOG, quindi li portano a quella che credono sia la loro comunità.
Leah, presidente della DOG, decide di ospitare i tre credendole ragazze e questi decidono di approfittarne, finché non riottengono il filmato. Molte sono le difficoltà per i tre per non farsi scoprire, Adam prova a convincere Jimmy ad aiutarlo ma senza successo. Col passare del tempo Adam regge sempre meno l'umiliante situazione, mentre Dave si relaziona con Leah (alternandosi come Dave e come Daisy) e Doofer con le altre DOG.
Quando Adam decide di mollare, Doofer ha un nuovo piano: Adam, con una potente droga, metterà al tappeto suo fratello, così da poter cercare il filmato e, se qualcosa andrà storto, Dave verrà in aiuto. Purtroppo, Leah chiede a Daisy/Dave di lavarle i capelli, impedendogli di raggiungere Adam che si ritrova a lottare contro Jimmy, ancora barcollante ma tenace, nonostante la droga. Nel frattempo il rapporto tra Daisy/Dave e Leah si fa più intimo e Roberta/Doofer è ormai amata da tutta la DOG.
Adam, proprio quando riesce a stendere Jimmy e a prendere il filmato, perde anche lui i sensi, poiché drogato a sua volta da suo fratello e il filmato finisce nella cassa dei videoporno, che sarà portato sulla crociera KOK. Adam è costretto a subire l'umiliazione di farsi sbeffeggiare dai KOK, che l'aspettavano fuori dalla stanza.
Tornato alla DOG si sfoga con Dave arrivando alle mani, ma lui ha un'altra idea: alla crociera KOK può partecipare solo la comunità femminile che vince il powder puff football game (un rugby al femminile), quindi se le DOG battessero le Tri Pis (una sorority di belle ragazze superficiali e favorite dei KOK), i tre potranno essere sulla nave e finalmente ottenere il filmato. Ma le Tri Pis sono assai agguerrite e solo la determinazione di tutte le DOG concede loro la vittoria.
Malgrado ciò, la crociera KOK parte comunque con le Tri Pis lasciando le DOG a terra, ma queste servendosi di un motoscafo abbordano la nave e scaricano le Tri Pis su un gommone di salvataggio. Mentre Doofer cerca il filmato e Adam/Adina subisce le dichiarazioni amorose di Jimmy, Daisy/Dave cerca di rompere con Leah, in quanto la ama come Dave. Quando Dave e Adam tornano a cercare il filmato sentono le urla di Leah, che sta per essere buttata in acqua dal padre di Dave e da John Kloss: allora Dave e Adam si smascherano, il primo per salvare Leah che se ne va con le DOG, il secondo perché stufo delle avances di Jimmy, mente Doofer viene smascherato da Spence che convoca "Il consiglio supremo".
Prima che i tre vengano castigati, Dave rinfaccia ai KOK la loro meschinità e i maltrattamenti contro le donne, poi Doofer mostra quel che sarebbe il filmato dove Spence ruba i soldi della crociera: Spence per nulla impaurito fa partire il nastro. Inizialmente il video mostra Adam a letto con una Tri Pis, tra le risate della confraternita, ma poi appare Spence che effettivamente ruba i soldi, quindi è Spence a subire il castigo.
Tempo dopo, Adam diventa il nuovo presidente della KOK, la quale non manterrà più il suo atteggiamento sessista, Doofer mantiene il rapporto di amicizia con le DOG e Dave riesce a riappacificarsi con Leah chiudendo il film con un bacio. Intanto le Tri Pis, sono ancora alla deriva...

## Distribuzione
Negli USA è uscito in DVD ed è stato distribuito per la prima volta nell'ottobre 2002 con solo audio inglese in 5.1 ch e sottotitoli in spagnolo, mentre la seconda edizione è uscita nel marzo 2003 con audio inglese, ungherese e ceco e con multi-sottotitoli, senza includere i sottotitoli in italiano.
In Spagna è uscito in DVD ed è stato distribuito col titolo La casa de la fraternidad con gli audio inglese, tedesco, spagnolo, portoghese, brasiliano e turco e con multi-sottotitoli, senza includere i sottotitoli in italiano.
In Portogallo è uscito in DVD ed è stato distribuito col titolo Curvas perigosas con solo audio portoghese.
In Thailandia esce in DVD nel 2008.
In Italia è inedito.